# 동상기
《동상기》(東廂記)는 청옥당이 지은 한국 최초의 고전 희곡이다. 이 책은 청옥당(靑玉堂)이라는 조선 후기의 이름 모를 인물에 의해 편찬되었다. 소설 ＜김신부부전＞, 희곡 ＜동상기＞를 한데 묶은 작품집이다. ‘동상기’는 희곡 하나를 일컫기도 하지만 여러 작품을 묶은 작품집을 ≪동상기≫로 부르기도 한다.
이 책에서는 현재 전하는 이본 4종의 원문을 대조하여 번역했다. 여러 이본 중에서 굳이 ‘청옥당 제칠재자서 동상기’를 기본 텍스트로 고른 이유가 있다. 이 자료가 그만큼 본 작품을 바라보는 역자의 의도를 가장 잘 드러낼 수 있다고 보았기 때문이다. 계급이 맞지 않고 빈부가 맞지 않아 짝을 찾지 못하는 결혼의 풍습이야 오늘날과 다를 바 없지만, 이런 다양한 자료가 남아 있게 된 이유나 생각보다 심한 각 이본 간의 오·탈자 문제를 이해하려면 이보다 더 좋은 자료를 찾기 어려울 것이다.
노처녀 노총각을 조정에서 결혼시켜 주는 내용으로, 18세기 후반 조선시대의 서울 사회를 그리고 있다. 이 책은 여러 이본 중 ‘청옥당 제칠재자서 동상기’를 저본으로 골랐다. 생각보다 심한 각 이본간의 오탈자 등의 문제를 가장 잘 해결할 수 있는 자료라고 판단했기 때문이다. 이 책에는 ＜동상기＞와 동일한 내용의 소설 ＜김신부부전＞이 함께 실려 있다. 이 두 작품은 정조의 문체반정에 휘말린 이덕무와 이옥을 작자로 추정하고 있다. 따라서 문체반정의 정황을 파악할 수 있는 단서인 생경한 문체를 확인할 수 있다.

## 개요
1791년 6월 초여름, 국왕 정조가 한성 오부에 칙령을 내려 나이가 찼는데도 혼인하지 못하는 백성들의 혼인을 조정에서 주선하고 혼수를 보조하게 한 일이 있었다. 이 일을 맡은 경조윤과 예부는 하명대로 시행했음을 국왕에게 보고하게 되는데, 때마침 가난 때문에 파혼을 당한 신덕빈의 딸과, 같은 이유로 문제가 된 김사중의 서손 희집이 혼기를 놓치게 되자, 이미 국왕의 하명에 따라 혼사가 순조롭게 진척되고 있음을 보고한 담당 부서로서는 난감한 사태를 맞게 된다. 급기야 책임을 맡았던 이승훈과 윤형이 나서서 이들 두 사람의 혼례를 성사시키는데 이 과정에서 호조판서 조정진, 선혜청 제조 이병모가 신랑 신부의 대부로 나서고 각 관아에서는 많은 폐물까지 지원한다. 이 내용을 다룬 자료가 ＜동상기＞다.
＜동상기＞는 희곡 형식으로 창작되었다. 한국 최초의 고전 희곡이다. 노처녀 노총각을 조정에서 결혼시켜 주는 내용으로, 18세기 후반 조선시대의 서울 사회를 그리고 있다. 원대 잡극이나 청대 희곡의 영향을 받았지만 우리 극 전통도 살아 있다. 예컨대 등장인물의 대화식 구성방식은 중국적이기보다 우리 방식이다. 어휘 선택에 있어서도 조선 후기의 조선식 한자 표기를 했는데 이는 독자층에게 훨씬 향토적 정감을 불러일으켰을 것이다. ＜동상기＞는 공연을 전제한 희곡이 아니라 단순히 읽기 위해 창작된 작품이다. 조선 후기 독서층에게 있어 ‘읽는 희곡’으로서 역할을 문체적으로 충족하면서 소설처럼 향유되었을 것이다.
이 책에서는 현재 전하는 이본 4종의 원문을 대조하여 번역했다. 여러 이본 중에서 ‘청옥당 제칠재자서 동상기’를 기본 텍스트로 고른 데는 이 자료가 그만큼 본 작품을 바라보는 역자의 의도를 가장 잘 드러낼 수 있다고 보았기 때문이다. 계급이 맞지 않고 빈부가 맞지 않아 짝을 찾지 못하는 결혼의 풍습이야 오늘날과 다를 바 없지만, 이런 다양한 자료가 남아 있게 된 이유나 생각보다 심한 각 이본 간의 오·탈자 문제를 이해하려면 이보다 더 좋은 자료를 찾기 어려울 것이다.